# معركة بورسيبا
معركة بورسيبا أو معركة بُرس معركة بين جيش المسلمين وجيش الأمبراطورية الفارسية وقعت في صيف 636م إبان خلافة عمر بن الخطاب وهي إحدى معارك الفتح الإسلامي لبلاد فارس وانتهت بانتصار المسلمين.

## الوضع قبل المعركة والالتحام
بعد الانتصار الحاسم في معركة القادسية، قسَّم سعد بن أبي وقاص الجيش إلى خمسة أقسام، أحدها كان بقيادة زهرة بن الحوية التميمي الذي استطاع الانتصار على حامية عسكرية بقيادة بوسبوهرا الآرامي في منطقة بورسيبا والذي توفي بعدها متأثراً بجراحه.